# Micheline Okemba
Micheline Okemba – kongijska piłkarka ręczna, reprezentantka kraju. Olimpijka.
Reprezentowała Kongo na Letnich Igrzyskach Olimpijskich 1980. Wystąpiła we wszystkich spotkaniach, jakie rozegrała drużyna z Konga na tych zawodach. Były to mecze przeciwko reprezentacjom: ZSRR (11-30), Węgier (10-39), NRD (6-28),  Czechosłowacji (10-23) i Jugosławii (9-39). Okemba zdobyła łącznie cztery bramki – po jednej strzeliła w pojedynkach z ZSRR i Czechosłowacją, a dwie zdobyła przeciwko Jugosławii. Jej drużyna zajęła ostatnie szóste miejsce w zawodach.
Brała udział w mistrzostwach Afryki w 1981 roku, na których jej reprezentacja zajęła pierwsze miejsce. W maju 2018 roku uczestniczyła w pogrzebie Madeleine Mitsotso, również kongijskiej piłkarki ręcznej.